# Castro Laboreiro et Lamas de Mouro
Castro Laboreiro et Lamas de Mouro (officiellement Union des paroisses de Castre Laboreiro et Lamas de Mouro) est une freguesia portugaise du concelho de Melgaço, d'une superficie de 106,09 km2 et d'une population de 657 habitants (2011).
Cette paroisse est née le 28 janvier 2013 à la suite de la réorganisation administrative de 2012/2013 de la fusion des anciennes paroisses de Castro Laboreiro et de Lamas de Mouro.